# Bernd Rosemeyer
Vous lisez un « article de qualité » labellisé en 2013.
Bernd Rosemeyer, né le 14 octobre 1909 à Lingen (Empire allemand) et mort le 28 janvier 1938 sur l'autoroute Francfort-Darmstadt (Reich allemand), est un pilote automobile allemand. Il est considéré comme l'un des plus grands pilotes de course d'avant-guerre. Pendant sa courte carrière, interrompue par un accident, il marqua le sport automobile et s'imposa comme un ténor de la discipline.
Bernd Rosemeyer remporte le championnat d'Europe des pilotes d'avant-guerre (l'équivalent du championnat du monde de Formule 1 créé en 1950) en 1936 à l'époque des Flèches d'Argent et réalise plusieurs records de vitesse pour l'écurie Auto Union. Il est surnommé Nebelmeister en français : « maître du brouillard » après sa victoire à l'Eifelrennen 1936 par un fort brouillard.
Pilote motocycliste, Rosemeyer participe à une séance d'essais pour Auto Union grâce à son statut de pilote titulaire chez DKW. Réserviste, il fait ses débuts à l'Avusrennen 1935 mais son talent éclate lors de son deuxième Grand Prix et il devient, dès lors, pilote-titulaire pour la saison 1935. En fin d'année, il remporte sa première victoire en Tchécoslovaquie où il rencontre Elly Beinhorn. Il l'épouse l'année suivante, remporte sept victoires et devient champion d'Europe des pilotes. En 1937, il remporte quatre courses et, en fin d'année, réalise plusieurs records de vitesse. Le 28 janvier 1938, il meurt à plus de 400 km/h en tentant de battre un nouveau record de vitesse.
Comme beaucoup de pilotes allemands en activité dans les années 1930, et s'il n'a jamais été membre du parti nazi, Bernd Rosemeyer est intégré au groupe paramilitaire nazi Nationalsozialistisches Kraftfahrkorps (NSKK). Bien qu'indépendant d'esprit vis-à-vis du régime, il fut l'objet de campagnes de propagande nazie.

## Biographie

### Jeunesse et débuts
Bernd Rosemeyer naît le 14 octobre 1909 à Lingen, un village proche de la frontière entre l'Allemagne et les Pays-Bas. Son père étant propriétaire du garage auto et moto Rosemeyer & Co sur Bahnhofstraße, le jeune Bernd baigne dès son plus jeune âge dans le milieu des engins motorisés. Un de ses oncles, Joseph Rosemeyer, pratique un sport sur deux roues, puisqu'il s'est engagé aux Jeux de la première olympiade pour y disputer les épreuves cyclistes, sans succès. Dès ses neuf ans, il sort les voitures du garage paternel sans le moindre accroc. À onze ans, accompagné de quelques amis, il emprunte la voiture paternelle et est arrêté par la police de la ville voisine de Nordhorn. Un an plus tard, avec son frère aîné Job, il organise une course de moto qu'il remporte. À seize ans, il obtient les permis de conduire de classe I, II et IIIb mais les perd peu après.

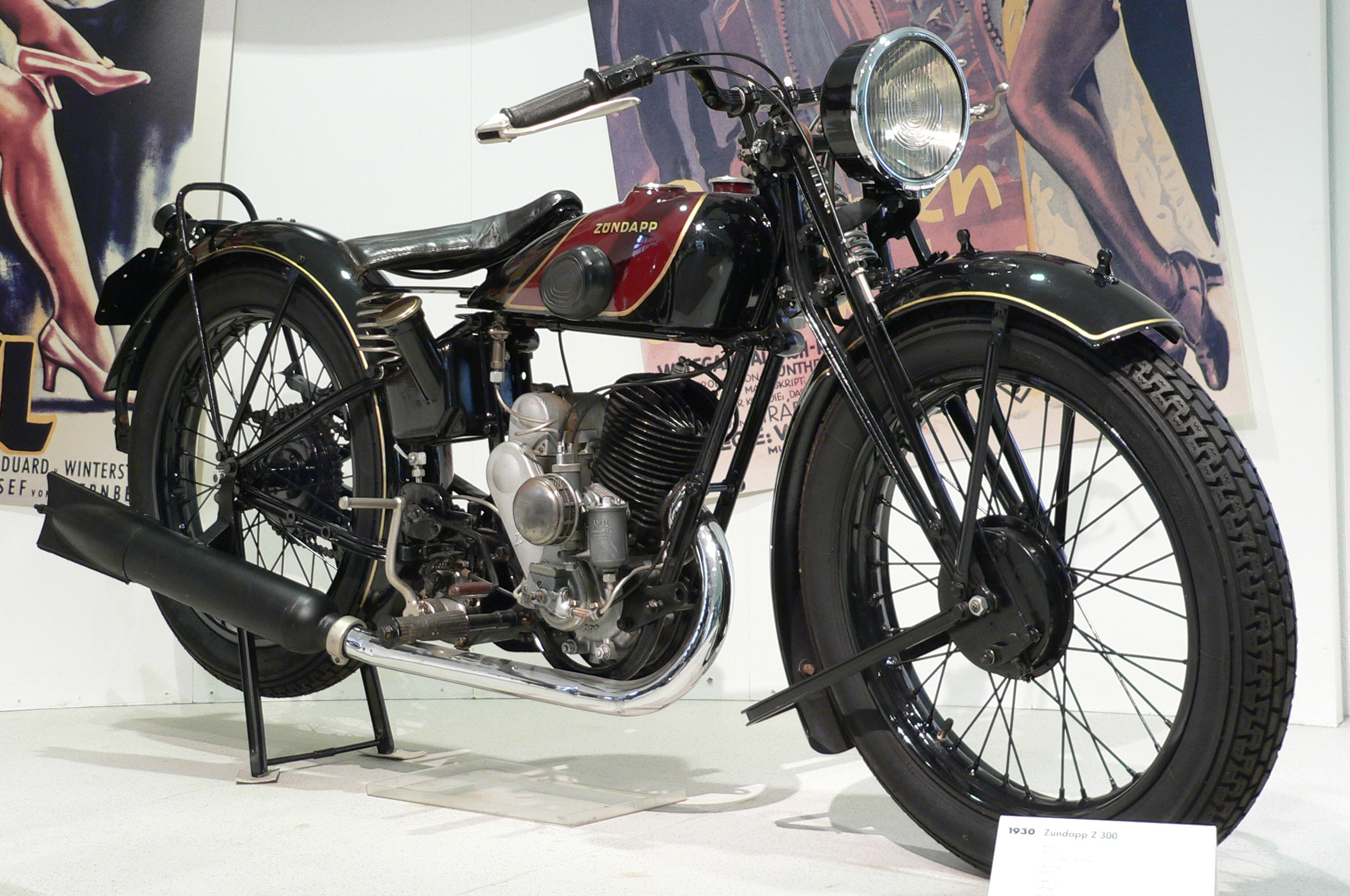
Rosemeyer débute en course au guidon de motos Zündapp similaires à cette Z300 de 300 cm3 produite en 1930.

À l'instar de nombreux pilotes de l'époque, il fait ses débuts en compétition sur deux roues grâce à la firme Zündapp qui lui demande, en mai 1931, de remplacer un de ses pilotes malades. Il effectue quelques tours d'essais sur l'hippodrome de Lingen et devient pilote de l'écurie. Il concourt en catégorie 250 cm3 à la course d'Oldenbourg qu'il remporte. Avec onze victoires acquises en 1931, Rosemeyer quitte Zündapp pour devenir pilote privé sur BMW avec son frère Job pour manageur. Il remporte à nouveau plusieurs victoires, notamment à Hohensyburg où il s'impose dans la manche des motos de 500 cm3 et termine second dans la manche des 1 000 cm3.
NSU le recrute en 1933. Pilote officiel, il s'impose à Schleizer et Bodhenheim puis récidive en Hongrie aux courses de côte de Guggerberg et Gödöllő ainsi qu'aux épreuves courtes de Tát et Budapest. Attirant l'attention de la firme DKW, il en devient pilote officiel en 1934,. La même année, il s'impose à Marienberg, Schleizer, Hohenstaufen, au 3-Tage Harzfahrt, 2 000 km Fahrt et à l'Internationalen 6-Tage Fahrt.
Jörgen Skafte Rasmussen, le président de DKW, décide alors de fonder le consortium Auto Union en s'associant à Audi, Horch et Wanderer. Alors qu'il n'a aucune expérience du pilotage sur quatre roues, Rosemeyer convainc les dirigeants d'Auto Union de l'intégrer au programme de développement de la monoplace à moteur 16 cylindres en position centrale arrière avec laquelle la firme a fait son entrée en Grand Prix en 1934,,.
Lors d'essais réalisés sur le Nürburgring, le 24 octobre de la même année, Rosemeyer arrive en retard, vêtu d'un complet,. Interrogé par Willy Walb, le manageur de l'écurie, il répond « eh bien, c'est un évènement particulier pour moi, ma première dans une voiture de course, alors j'ai pensé être habillé en conséquence »,. Deux séries d'essais sont mises en place, l'une sur la Nordschleife, l'autre sur la Südschleife. Rosemeyer réalise le troisième temps sur la boucle nord, à quarante-cinq secondes de Paul Pietsch qui court en tant que privé sur une Alfa Romeo Monza et quinze secondes plus lent que Hans Simons. Sur la boucle sud, que tous les pilotes découvrent, il est deuxième, une seconde et six dixièmes plus lent que Pietsch mais deux secondes quatre dixièmes plus rapide que Simons. Au bénéfice d'une « supériorité insolente » venant d'un pilote n'ayant jamais conduit de voitures en course et à plus forte raison, aucune qui soit aussi puissante, il est recruté en tant que pilote de réserve au même titre que Pietsch,. Du fait de son manque d'expérience sur quatre roues Rosemeyer est seulement considéré comme un pilote d'appoint.
Rosemeyer fait ses débuts en Grand Prix en 1935. Contre l'avis de Willy Walb, qui le juge inexpérimenté, il participe aux essais de l'Avusrennen avec une Auto Union Type A-Streamline et prend la deuxième place sur la grille lors de sa manche préliminaire,,,. En course, il abandonne au troisième tour sur crevaison,. Lors de la course suivante, l'Eifelrennen, il découvre la nouvelle monoplace de l'écurie, l'Auto Union Type B. Parti onzième sur seize engagés, il prend la tête de l'épreuve à trois tours du terme malgré un saute-vent abîmé par une pierre et un moteur dont deux cylindres ne fonctionnent plus,. Il se maintient à cette position quand, dans la dernière boucle, il commet l'erreur de changer de rapport trop tôt, permettant à Rudolf Caracciola, pilote phare de Mercedes, de reprendre la tête,. Rosemeyer termine deuxième de son deuxième Grand Prix, gagnant l'admiration du public,,. Cette prestation amène Auto Union à le titulariser au même titre qu'Hans Stuck ou Achille Varzi,.

### 1935: débuts comme pilote titulaire

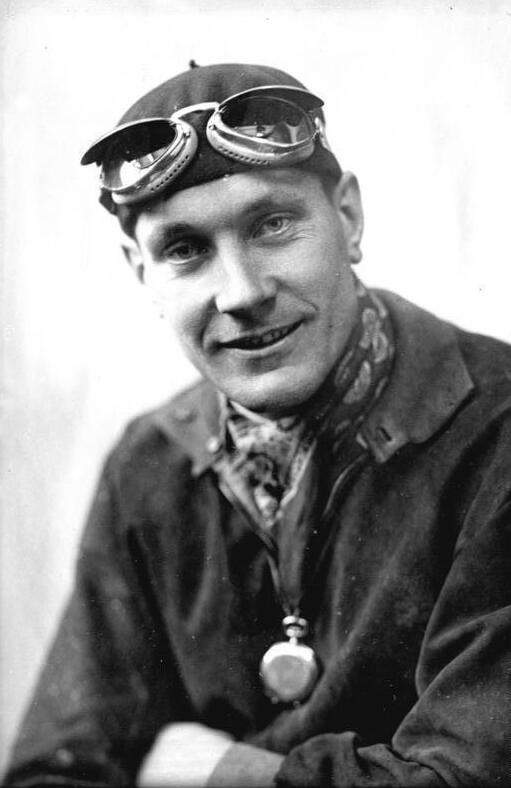
Hans Stuck est le premier pilote titulaire d'Auto Union. Limogé à l'issue de la saison 1937, il retrouve son statut en début d'année suivante et demeure fidèle à la firme de Zwickau, jusqu'à la guerre.

Du fait de son statut de réserviste en début de saison, Rosemeyer manque la manche d'ouverture du championnat d'Europe des pilotes, à Monaco. La compétition comporte sept épreuves, Monaco, France, Belgique, Allemagne, Suisse, Italie et Espagne, et sacre le pilote le plus régulier,,,,,,,,. Rosemeyer est aligné au départ du Grand Prix de l'ACF mais les Auto Union sont victimes de multiples problèmes mécaniques. Au onzième tour, trois tours après Stuck, il abandonne et seul Varzi reste en course pour défendre les couleurs de l'écurie. Épuisé par plusieurs arrêts pour changer de bougies, Varzi laisse son volant à Rosemeyer qui termine cinquième et avant-dernier classé, à cinq tours de Caracciola, précédant Raymond Sommer sur sa Maserati 8CM.
Absent à Penya-Rhin à cause d'un carburateur défaillant, Rosemeyer reprend le volant en Allemagne où le duel avec Caracciola se poursuit,. Il se classe quatrième au volant d'une voiture privée de suspension et les mains en sang, à près de cinq minutes de Tazio Nuvolari qui triomphe avec son Alfa Romeo P3 pendant que la presse allemande critique ouvertement les coureurs allemands, ceux d'Auto Union et Mercedes en tête,,.

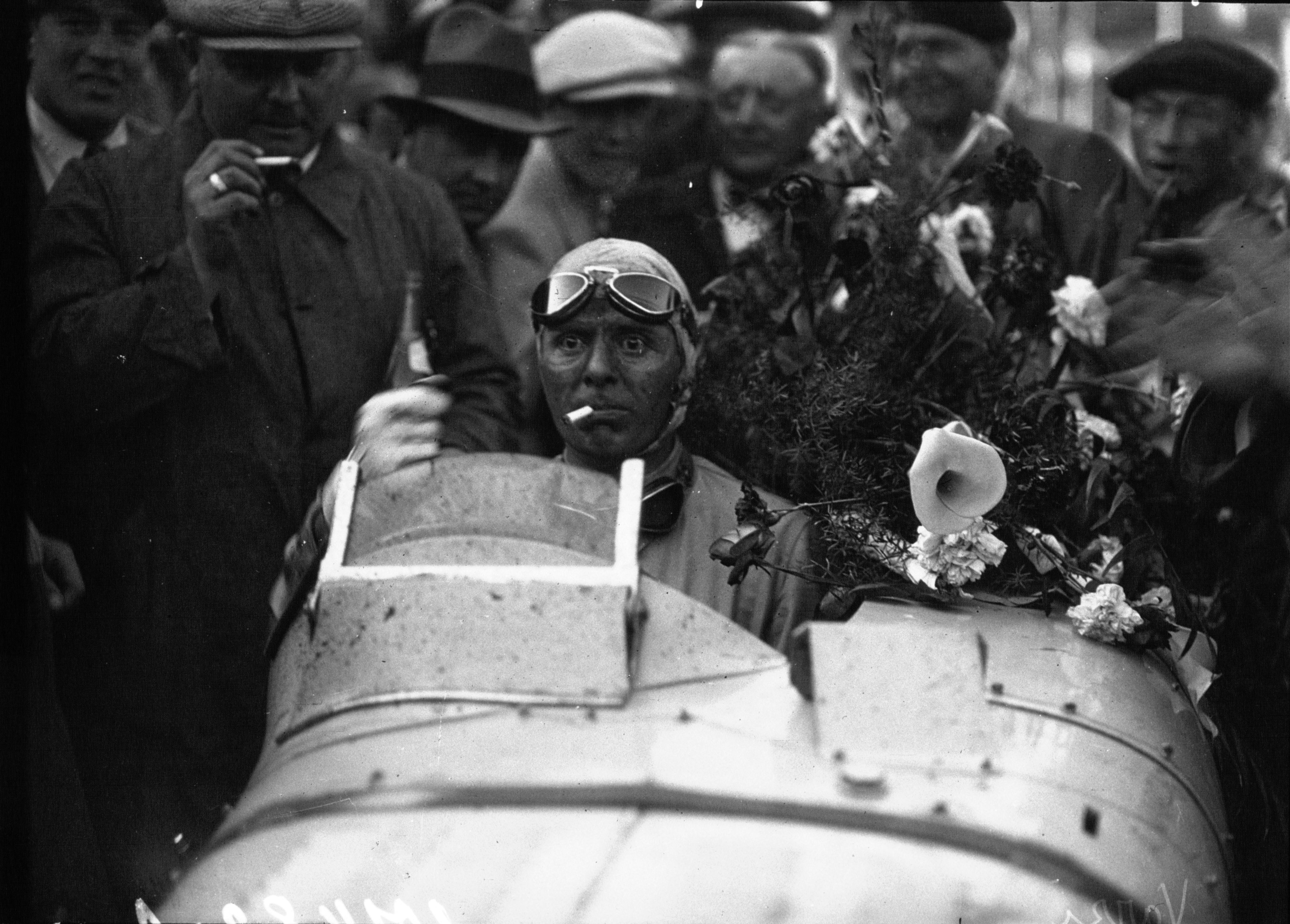
Achille Varzi, ici à Monaco en 1933, est le premier non-allemand à piloter pour Auto Union. Titulaire à l'arrivée de Rosemeyer, il sombre dans la morphine, initié par sa maîtresse, Ilse Pietsch (la femme de Paul Pietsch) et disparaît rapidement de l'écurie.

Quelques semaines plus tard, Rosemeyer se construit une réputation de casse-cou lors de la Coppa Acerbo à Pescara en Italie. En l'absence des Mercedes-Benz, face à des Alfa Romeo et des Maserati, il termine deuxième malgré une sortie de piste où il passe entre un mur et un poteau télégraphique. À la fin de la course, Ferdinand Porsche se rend sur les lieux et, après mesure, constate que l'écart entre le mur et le poteau n'est que 2,5 cm plus grand que la largeur maximale de la voiture,,.
Il termine ensuite troisième du Grand Prix de Suisse disputé sous la pluie de Bremgarten. La course est dominée par Caracciola, connu pour exceller dans ces conditions,. En Italie, il abandonne peu après le quart de la distance, trahi par sa suspension arrière,. Il relaie alors Paul Pietsch et, s'il termine troisième, ne peut bénéficier du résultat car seul compte au championnat un classement obtenu avec la voiture sur laquelle est pris le départ,,. Le Grand Prix d'Espagne, sur le circuit de Lasarte, tourne à la débâcle pour les Flèches d'Argent de Zwickau : Stuck, en tête, abandonne à cause d'une boîte bloquée sur le quatrième rapport  et Varzi, blessé au visage par une pierre qui a brisé son saute-vent, cède le volant à Pietsch qui abandonne quelques tours plus tard. Rosemeyer, désormais  seul de l'écurie encore en course reçoit une pierre qui brise son saute-vent : indemne, il perd beaucoup de temps lors des réparations et finit cinquième, précédé par les Mercedes de Caracciola, Luigi Fagioli, Manfred von Brauchitsch et par la Bugatti Type 59 de Jean-Pierre Wimille,.
Avec cinq courses disputées sur les sept du championnat, Rosemeyer termine septième ex æquo du classement avec trente-neuf points,,.
En fin de saison, à Brno, il remporte son premier Grand Prix en Tchécoslovaquie,,,,. À cette occasion, il fait la connaissance de la célèbre aviatrice Elly Beinhorn,,. La jeune femme, dont le favori est Stuck, venue en Tchécoslovaquie pour une conférence, doit remettre le trophée au vainqueur,. Sitôt sur le podium, Rosemeyer lui fait la surprise de lui demander si elle veut l'épouser,. Il la surprend également en célèbrant sa victoire avec un verre de jus de citron et en se couchant à onze heures du soir. Rentré à Berlin, il poursuit la jeune femme de ses assiduités, lui demandant une photo d'elle.

### 1936: champion avec Auto Union

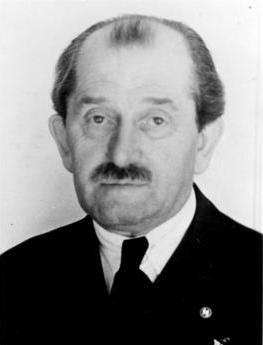
Ferdinand Porsche concepteur des Auto Union.

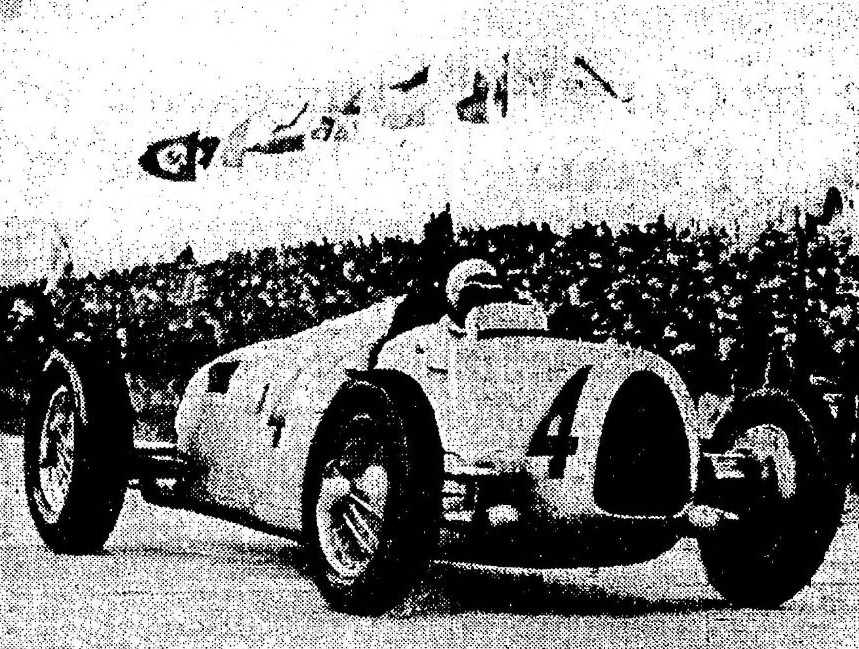
Bernd Rosemeyer remporte l'Eifelrennen 1936, sur le Nürburgring et dans la brume gagnant son surnom de Nebelmeister.

Après une prometteuse saison d'apprentissage en 1935, Rosemeyer est considéré comme l'un des tout meilleurs pilotes du monde en 1936, saison réduite à quatre épreuves : Monaco, Allemagne, Suisse et Italie,,,,. Exploitant au maximum le règlement, Auto Union produit la Type C qui remplace la Type B. Dotée d'un moteur de 6,0 l, elle reste conforme au règlement de la Formule 750 kg,.
Victime d'une intoxication alimentaire peu avant Noël, Rosemeyer reste hospitalisé six semaines et rate les essais préliminaires à la course de Monza. Il participe toutefois aux derniers essais, en mars, et commence la saison à Monaco où une pluie torrentielle noie le circuit. Dans des conditions de course difficiles, cinq pilotes abandonnent dès le premier tour, suivis par Luigi Fagioli au huitième tour. Dans le douzième tour, Rosemeyer glisse sur une flaque d'huile et percute un mur en pierre duquel tombe un vase ornemental,,. Rentré aux stands cinq minutes plus tard en transportant le vase, il déclare : « si je peux pas gagner la vraie coupe, au moins je ramèrerai celle-là à la maison »,,. À un journaliste qui l'interviewe et s'étonne de le voir avec un vase, il répond : « Oh, c'est en remplacement du prix portant le nom du prince Rainier. Quand j'étais contre le parapet, entre autres choses, j'ai découvert cette espèce de pierre et la tiens pour [lot de] consolation : elle a la forme de la coupe pour laquelle nous avons couru… »,,.
Auto Union se déplace ensuite en Afrique du Nord, pour préparer les Grands Prix de Tripoli et Tunis,,. Bernd Rosemeyer prend le départ des deux courses et, à chaque fois, abandonne après que sa voiture a pris feu,,. Revenu sur le continent européen pour disputer le Grand Prix de Penya-Rhin, il obtient la pole position sur le tortueux tracé urbain du circuit de Montjuïc malgré un accident aux essais où il se blesse au nez et au genou,. En course, il perd de l'essence à cause d'un réservoir percé et termine cinquième, à cinq tours du vainqueur Tazio Nuvolari sur Alfa Romeo et également devancé par son coéquipier Ernst von Delius,.
Vient ensuite l'Eifelrennen, course préparatoire au Grand Prix d'Allemagne, disputée sur le grand Nürburgring. Sous la pluie de l'Eifel, 350 000 spectateurs assistent au départ,. Si Rosemeyer s'élance deuxième derrière Nuvolari, Caracciola, favorisé par les conditions météorologiques, prend rapidement l'ascendant. Le pilote Mercedes abandonne toutefois au troisième tour, laissant Nuvolari et Rosemeyer s'affronter pour la tête de la course. Lorsque la pluie se transforme en un épais brouillard, l'Allemand dépasse l'Italien et prend définitivement le contrôle de l'épreuve,. Il couvre les 22,810 km de l'« enfer vert » de Nürburg jusqu'à trente secondes plus vite que son adversaire et franchit la ligne d'arrivée avec une avance importante sur son premier poursuivant,,. Au terme de l'épreuve, Bernd Rosemeyer gagne son surnom de Nebelmeister en français : « maître du brouillard » et Heinrich Himmler, le maître de la Schutzstaffel l'élève au grade de SS-Obersturmführer,.

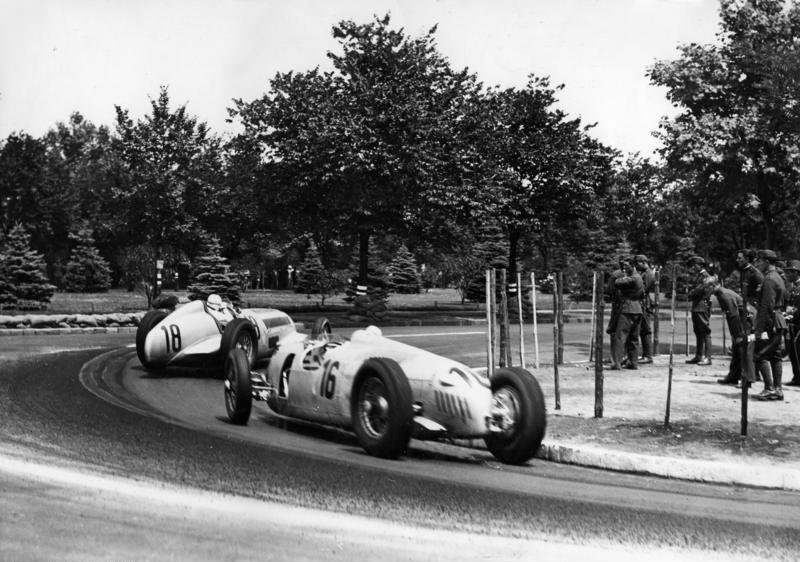
Rosemeyer, sur Auto Union Type C, dévancé par Rudolf Caracciola sur Mercedes-Benz W125 au Grand Prix de Hongrie 1936.

Une semaine plus tard, le royaume de Hongrie organise son premier Grand Prix, attirant les principales écuries du plateau telles Mercedes-Benz, Auto Union et la Scuderia Ferrari. Rosemeyer se qualifie en pole position, reléguant le second pilote sur la grille, son coéquipier, Hans Stuck à plus d'une seconde sur le circuit temporaire du parc urbain de Népliget. Malgré les assauts de Nuvolari au départ, il se maintient en tête mais est toutefois dépassé au dixième tour par Caracciola. Le fragile moteur de la Mercedes W25K de Caracciola cède au vingt-sixième tour, laissant Rosemeyer seul en tête de la course. Au trentième tour, alors qu'il compte une demi-minute d'avance sur Nuvolari, il ralentit brutalement jusqu'à être dépassé trois boucles plus tard par ce dernier. L'Italien se construit une avance de quinze secondes qu'il conserve jusqu'au drapeau à damier. Second de l'épreuve, les mains en sang, Rosemeyer doit être aidé de ses mécaniciens pour sortir de sa voiture. Son état de santé inquiète son équipe qui l'envoie à l'hôpital pour des examens du foie car plus tôt en course, Stuck, malade, avait dû lui aussi renoncer à son volant, le transmettant à Von Delius. Rétabli, il est invité le 5 juillet à prendre le départ du Grand Prix moto de Hohenstein.
Le 13 juillet 1936, Bernd Rosemeyer et Elly Beinhorn se marient en présence des membres du monde des courses automobiles mais en l'absence des officiels du gouvernement, vexés que le marié ne soit pas vêtu de son uniforme de la SS,. Treize jours plus tard se tient le Grand Prix d'Allemagne, deuxième des quatre épreuves du calendrier du championnat d'Europe des pilotes,. Les positions sur la grille de départ sont déterminées par un tirage au sort et Rosemeyer est placé en troisième ligne, sixième,. Manfred von Brauchitsch, mieux placé sur la grille, prend le commandement pendant les deux premiers tours, puis entrant aux stands, cède la première place à Rosemeyer qui creuse l'écart et ne quitte plus la tête qu'au moment de ravitailler. Treize jours après son mariage, célébré le treizième jour du mois, il remporte une nouvelle victoire et décide que son numéro porte-bonheur sera le treize, en dépit de la superstition qui l'entoure en course,,,.

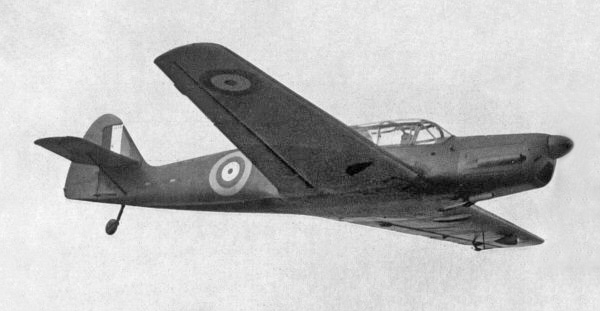
Elly Beinhorn, s'engage dans un vol en solitaire couvrant trois continents en un jour dans le Messerschmitt Bf 108 qu'elle a surnommé « Taifun ». Le jour même, son mari, trop nerveux, abandonne volontairement à la Coppa Montenero et lui envoie par télégramme une véritable déclaration d'amour.

Un peu moins d'un mois plus tard, le jeune marié prend le départ de la Coppa Montenero au moment même où son épouse s'engage dans un vol en solitaire (le raid Gleiwitz-Berlin-Istanbul) pour rallier trois continents en un jour à bord d'un Messerschmitt Bf 108,. Trop nerveux, il abandonne et fait parvenir à cette dernière un télégramme : « J'ai abandonné après six tours. Reviens vite à la maison. Tu ne dois plus jamais me quitter »,,. La jeune femme décide dès lors d'accompagner son mari à chacune de ses courses. Il remporte ensuite la Coppa Acerbo, disputée sous un soleil de plomb, avant de renouer avec le championnat, en Suisse où il affronte Caracciola,. Pourtant plus rapide dans les virages, il ne parvient pas à dépasser son adversaire en ligne droite. Les commissaires de course interviennent et agitent le drapeau bleu à l'intention de Caracciola sous peine d'être disqualifié sur drapeau noir,. Si cette confrontation entre Rosemeyer et Caracciola se poursuit jusque dans l'ascenseur de l'hôtel par un échange verbal, la course a permis à Rosemeyer et Nuvolari de nouer une véritable amitié,,. Lors de ce Grand Prix, l'Allemand, sans frein et en perdition a exécuté une manœuvre risquée pour ne pas heurter l'Italien en dépit du fait que cela aurait pu lui coûter la victoire. Après cette épreuve, Mercedes se retire avec l'objectif de concevoir une monoplace performante pour la saison à venir,,.
Le championnat se clot en Italie sur l'Autodromo Nazionale di Monza où Elly Beinhorn réalise deux tours au volant de l'Auto Union Type C de son mari pendant les essais. Rosemeyer remporte la course, convaincu que le fait qu'elle ait été disputée le 13 septembre lui a porté chance. Au terme du Grand Prix, Rosemeyer et Auto Union s'adjugent le titre de champion d'Europe des pilotes, Rosemeyer devançant sur le fil son coéquipier, Hans Stuck (champion d'Europe de la montagne en 1930 et 1932), en tête du classement depuis le Grand Prix d'Allemagne,,,. Parallèlement, Rosemeyer remporte également deux courses de côte : le Grand Prix d'Allemagne de la montagne et la Feldbergrennen,.

### 1937: entre Grands Prix et records de vitesse

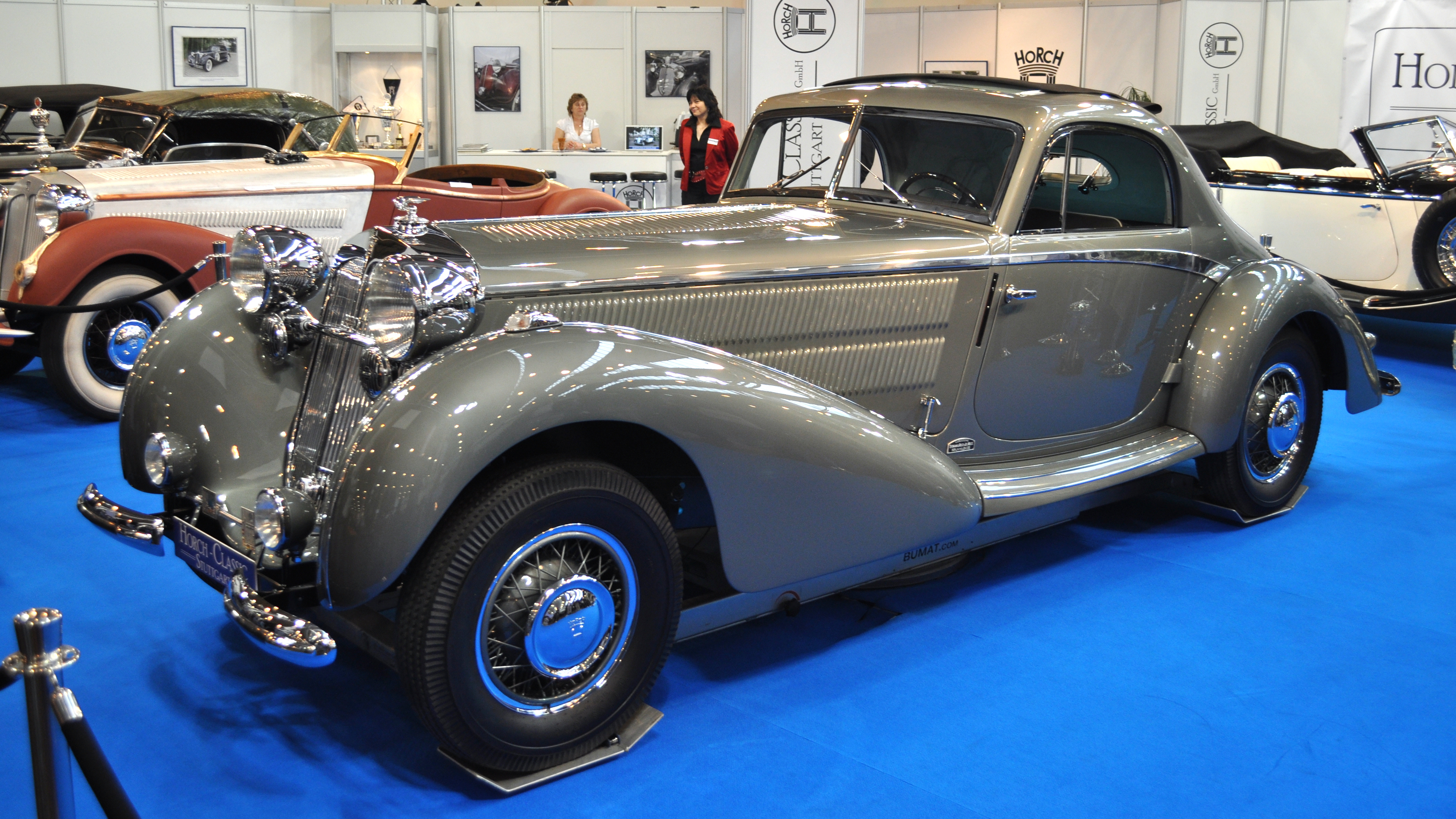
La Horch 853 Coupé personnelle de Bernd Rosemeyer exposée au salon Technoclassica à Essen en 2011.

Afin de mettre en valeur leur marque automobile, les dirigeants d'Auto Union envoient leurs pilotes Bernd Rosemeyer et Ernst von Delius en tournée promotionnelle en Afrique du Sud. Les époux Rosemeyer profitent de ce lointain voyage pour faire leur lune de miel : ils traversent l'Afrique en huit jours, à bord du Messerschmitt Bf 108 que pilote Elly assistée de Bernd dans le rôle du copilote et mécanicien. Cette expérience incite Rosemeyer à passer sa licence de pilote d'avion.
La saison des Grands Prix 1937 commence avant même le jour de l'an : le 28 décembre 1936, Rosemeyer prend part aux essais du Grand Prix d'Afrique du Sud sur le circuit Prince George et réalise le temps de référence,,. La course, disputée au handicap, fait entrer les pilotes en piste en fonction de leurs temps aux qualifications : Rosemeyer est ainsi dernier à s'élancer, accumulant un retard important au départ. Il parvient à remonter son handicap et, s'il couvre les dix-huit tours de la course plus vite que tous les autres participants, n'est que le cinquième à franchir la ligne d'arrivée,,.
Quinze jours plus tard, Auto Union dispute le Grand Prix de Grosvenor et adapte sa stratégie aux complications qu'impose une course au handicap,. Rosemeyer doit économiser ses pneumatiques et s'arrêter le moins souvent possible tandis que Von Delius tiendra le rôle de lièvre : il reçoit la consigne de rouler à tombeau ouvert et de changer de pneumatiques aussi souvent qu'intimé par les stands,. Rosemeyer est à nouveau le dernier en piste et, grâce à la stratégie élaborée, il termine deuxième derrière son coéquipier,. Pendant les préparatifs du retour, Rosemeyer apprend le décès de sa mère. Plutôt que de prendre part aux essais de début de saison à Monza, il part évacuer son stress en allant skier dans les Dolomites. Sur place, il apprend une seconde mauvaise nouvelle : son frère Job a percuté un arbre en voiture et s'est mortellement blessé.

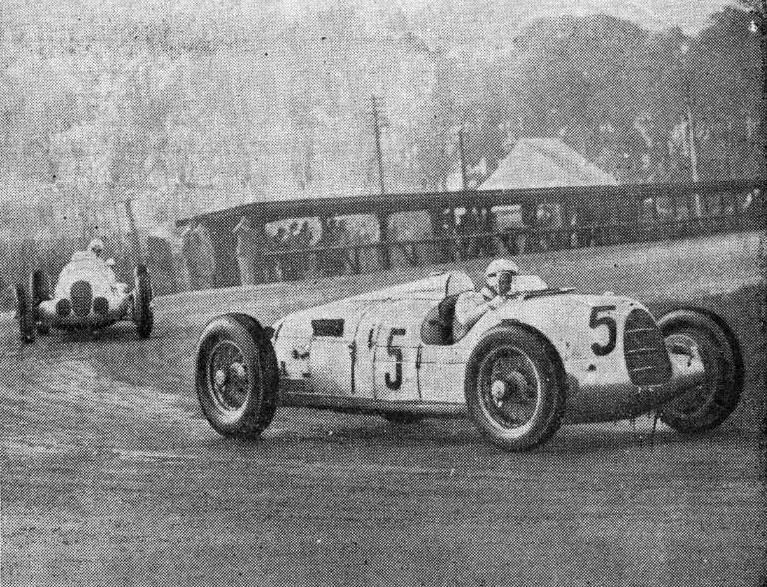
Bernd Rosemeyer devance Manfred von Brauchitsch pour finalement remporter le Grand Prix de Donington 1937.

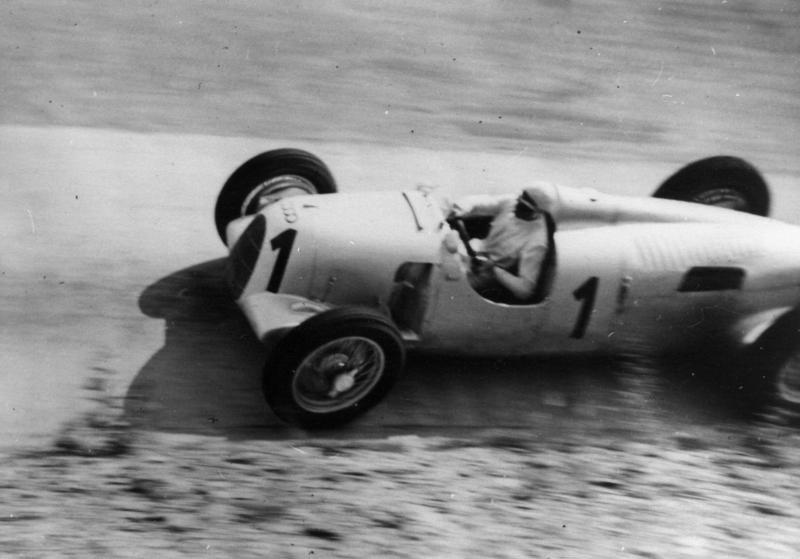
Rosemeyer lors de l'Eifelrennen. Selon lui, le fait que cette course ait été disputée le treizième jour de ce mois de juin 1937 en sport, lui a porté bonheur.

Le championnat d'Europe des pilotes se déroule en cinq épreuves : les Grands Prix de Belgique, Allemagne, Monaco, Suisse et d'Italie,,,,,,. Le 9 avril 1937, Rosemeyer obtient sa licence de pilote. Au début du mois, il prend part à une nouvelle série d'essais à Monza puis, en milieu de mois, accompagné d'Ernst von Delius et Rudolf Hasse, se rend sur l'Avus pour de nouveaux essais,. Dans le virage nord (Nordkurve), un mur de briques incliné modifié sur une suggestion d'Adolf Hitler pour atteindre de plus hautes vitesses, Rosemeyer manque de se tuer : alors qu'il pilote son Auto Union Type C chaussée de nouveaux pneus de 24 pouces spécialement développés par Continental Reifen, les roues droites du bolide mordent l'arrête du mur, provoquant une embardée qu'il parvient à contrôler,. Le directeur du circuit s'empresse alors de faire peindre une ligne d'alerte blanche à deux mètres du haut de la piste pour éviter qu'un tel évènement ne se reproduise. Auto Union, rejoint par Mercedes-Benz, revient sur le circuit quelques jours plus tard, avec des véhicules à carrosserie streamline. Durant cette série d'essais, Rosemeyer établit le nouveau record officieux de la piste à 281,09 km/h.
La première épreuve d'envergure de la saison est le Grand Prix de Tripoli, le 9 mai,. Auto Union aligne ses Type C contrairement à Mercedes-Benz qui engage pour la première fois les Mercedes-Benz W125. Deuxième sur la grille, Rosemeyer parvient à mener la course mais Hermann Lang franchit pour la première fois la ligne d'arrivée en vainqueur, talonné par le pilote Auto Union,.
Trois semaines plus tard, les principales écuries présentes en Libye se retrouvent en Allemagne, sur le circuit autoroutier de l'Avus pour procéder à des essais aérodynamiques. Parti en pole position dans la manche préliminaire, Rosemeyer connaît une série de problèmes : ses lunettes de pilotage sont rapidement recouvertes d'huile et deviennent inutilisables tandis que son Auto Union à carrosserie streamline perd l'usage de trois de ses seize cylindres,. Il termine deuxième de la série tout en ayant réalisé un tour à la vitesse moyenne de 276,39 km/h, ce qui constitue un nouveau record (il faudra attendre les qualifications des 500 miles d'Indianapolis 1971 pour que Peter Revson ne batte ce record),. Qualifié pour la manche finale, Rosemeyer est à nouveau ralenti, cette fois par des pneumatiques en mauvais état. Il termine quatrième de l'Avusrennen, devancé par Lang et sa Mercedes-Benz Stromlinienwagen et ses deux coéquipiers, Ernst von Delius et Rudolf Hasse.
Le 13 juin, Rosemeyer, en pole position de l'Eifelrennen, est débordé au premier virage par Caracciola. Il repasse en tête au troisième tour, accroît son avance grâce à un arrêt aux stands record de vingt-cinq secondes, il devient le premier pilote à tourner en moins de dix minutes au tour et franchit la ligne en vainqueur, à nouveau le treizième jour du mois,,.

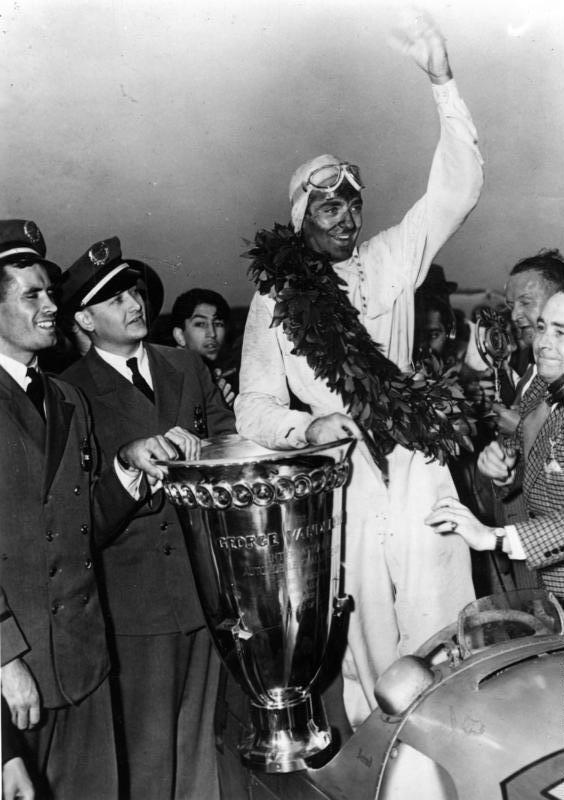
Bernd Rosemeyer avec la coupe Vanderbilt.

Le championnat d'Europe des pilotes de l'Association Internationale des Automobile Clubs Reconnus (AIACR) doit débuter le 11 juillet en Belgique mais la Scuderia Ferrari, Auto Union et Mercedes décident d'envoyer chacun deux de leurs pilotes participer à la Coupe Vanderbilt qui doit se tenir quelques jours plus tôt,. Rosemeyer et Von Delius prennent le départ à bord du SS Bremen. Durant son séjour aux États-Unis, son épouse qui l'accompagne apprend la disparition en vol de son amie Amelia Earhart au large des îles Phœnix. Il remporte la course et la prime du vainqueur, qu'il place sur un compte aux États-Unis,. La « disparition » de cette somme (qui sera utilisée en 1963 pour produire un timbre commémoratif à l'effigie d'Amelia Earhart) vaut au couple d'être surveillé par le fisc,.
Les pilotes venus spécialement d'Europe reprennent la mer mais, le temps nécessaire à la traversée de l'océan Atlantique en paquebot compromet leur participation au Grand Prix de Belgique. Rentré en Allemagne, Rosemeyer est élevé au grade de SS-Hauptsturmführer,.
Rosemeyer est de retour à temps pour le Grand Prix d'Allemagne,. Adolf Hühnlein, dirigeant du groupe paramilitaire nazi Nationalsozialistisches Kraftfahrkorps (NSKK), lassé de la présence de femmes dans les stands pendant les Grands Prix, décide qu'il n'est pas aryen d'embrasser son épouse ou sa compagne dans les stands et fait chasser ces dernières. Rosemeyer, en pole position sur la piste comme dans la contestation, quitte alors sa voiture stationnée sur la grille de départ et, imité par les autres pilotes, va embrasser son épouse dans les tribunes. En réaction, les officiels allemands quittent le circuit,. Lorsque le drapeau se baisse, Rosemeyer prend la tête de l'épreuve mais le moyeu de sa roue arrière droite se désintègre. Lorsqu'il arrive aux stands, il est désormais quatrième et, au terme d'un arrêt de trois minutes trente-trois secondes, repart dixième. Le couteau entre les dents, il remonte les places, sort de la piste à plusieurs reprises, réalise le meilleur tour en course et termine finalement troisième d'un Grand Prix endeuillé par l'accident de son ami et coéquipier Ernst von Delius, victime d'un accrochage avec Richard Seaman,,,.
Le Grand Prix suivant, à Monaco commence mal pour l'écurie de Zwickau : dès le premier tour, Rudolf Hasse, vainqueur du Grand Prix de Belgique et leader du championnat, se crashe à la sortie du tunnel. Au dix-neuvième tour, Rosemeyer percute un sac de sable au virage du gazomètre, détruit l'avant de son véhicule et abandonne,. Il relaie alors Stuck, seul pilote de la marque encore en piste. Ils ne parviennent pas à rattraper les Mercedes de Manfred von Brauchitsch, Rudolf Caracciola et Christian Kautz et terminent à plus d'un tour de ce dernier,.

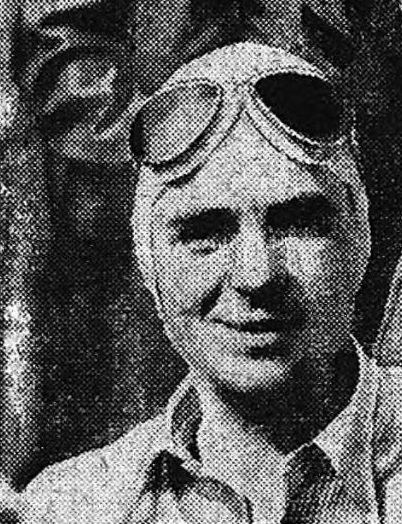
Frondeur et provocateur, le souriant Bernd Rosemeyer se présente aux essais de la Coppa Acerbo en Lederhose.

Aux essais de la treizième Coppa Acerbo, Rosemeyer commence par détruire un moteur avant les qualifications, dans la fournaise de Pescara. Vêtu d'un Lederhose et sandales aux pieds, il réalise la pole position avec une avance remarquable sur le second, Caracciola. Dès le départ, il prend la tête de la course et consolide son avance quand, à la mi-course, sa roue arrière-droite percute une borne kilométrique,. Trois kilomètres plus tard, la roue quitte son axe, forçant le jeune allemand à rentrer aux stands en roulant sur le tambour de frein,,. Pendant l'arrêt, Caracciola passe en tête mais un des huit cylindres de sa monoplace se coupe et le contraint à s'arrêter pour réparer. Sans concurrence, Rosemeyer remporte un nouveau succès,.
Le championnat reprend une semaine plus tard, en Suisse. Sous la pluie du circuit de Bremgarten, Rosemeyer, pris en chasse par Hermann Lang, bloque ses freins, part tout droit hors-piste et s'embourbe. Aidé par des spectateurs à se dégager, il abandonne immédiatement plutôt que d'être disqualifié plus tard pour « assistance extérieure » et, très rapidement, relaie Tazio Nuvolari,. Celui-ci dispute la course au sein de la même écurie depuis que Alfa Corse, a fait scission avec la Scuderia Ferrari et déclaré forfait pour le Grand Prix après l'échec de ses Alfa Romeo 12C-37 à Pescara. Si Rosemeyer, auteur du meilleur tour en course, termine cinquième, Nuvolari seul profite du classement, sanctionné par quatre points contre sept pour l'Allemand qui a toutefois évité les huit points de la disqualification,,,.
Sans course d'envergure dans l'intervalle pour se préparer, le Grand Prix d'Italie clôt le championnat 1937. Les officiels italiens, sur des pressions fascistes, délocalisent la course à Livoune où, un an plus tôt, Tazio Nuvolari s'est imposé devant les Flèches d'Argent, lors de la Coppa Montenero,. La course est marquée par le retour surprise d'Achille Varzi éloigné des circuits par une addiction à la morphine que Rosemeyer épaule pour les trois dernières courses de la saison. L'Italien termine sixième et l'Allemand, incapable de suivre le rythme des Mercedes de Caracciola et Lang, troisième,. À l'issue de la course, Stuck est limogé : il aurait perturbé les négociations salariales en vue de la saison à venir en montrant son contrat à Rosemeyer qui demande immédiatement une augmentation. Rosemeyer est septième ex æquo du championnat, avec vingt-huit points, loin derrière les treize points de Caracciola. Chez Auto Union, seul Stuck fait mieux,,.

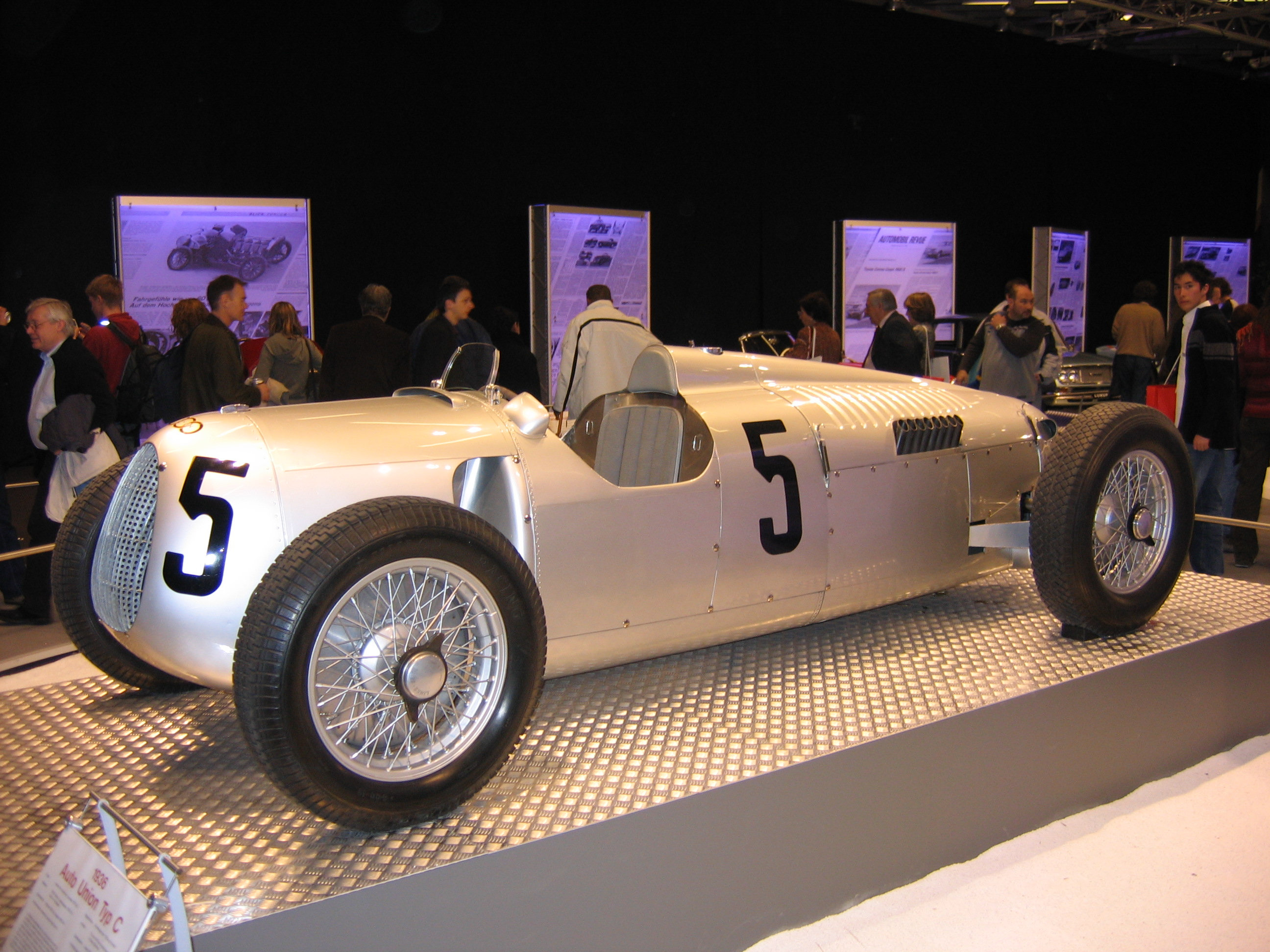
L'Auto Union Type C est la monoplace que Rosemeyer pilote en Grands Prix entre 1936 et 1937.

Restent encore deux courses majeures, en Tchécoslovaquie et à Donington,. Sur le théâtre de sa première victoire, Rosemeyer prend un bon départ, et un temps la tête de la course, mais ses freins se bloquent et il sort de la piste, détruisant une de ses roues,,. Après une longue marche pour retourner aux stands et alors qu'il attend pour relayer Hermann Paul Müller, la monoplace de Rudolf Caracciola passe devant les stands : il se saisit des bras d'Alfred Neubauer pour l'empêcher de faire signe à son pilote d'accélerer et, souriant, lui dit : « Désolé Herr Neubauer, cas d'urgence… »,. Une fois Müller aux stands, Rosemeyer prend immédiatement le volant, repart quatrième et prend en chasse Richard Seaman. Il le surprend et le dépasse dans le dernier tour pour s'adjuger la troisième place. Le Grand Prix de Donington constitue le treizième départ de l'année pour Rosemeyer. En course, s'il n'est pas inquiété par Caracciola, fourvoyé dans une stratégie à un arrêt, il se bat longtemps contre Manfred von Brauchitsch pour le commandement de la course. Quand un des pneus avant de la Mercedes-Benz W125 de von Brauchitsch explose, les deux pilotes entrent ensemble aux stands. Rosemeyer ressort en tête pour remporter sa dernière victoire en Grand Prix,,.
La lutte de prestige opposant Mercedes et Auto Union quitte momentanément le cadre des courses sur circuit pour le terrain du record de vitesse,. Rosemeyer a déjà pris part à cet exercice en juin 1937, établissant six records de classe et un record du monde. Entre les 25 et 28 octobre 1937, Auto Union et Mercedes-Benz se lancent dans une chasse au record qui doit servir de publicité lors du salon automobile de Berlin,. Le 25, Mercedes envoie Caracciola et Lang sur la Reichs-Autobahn A5 mais ils échouent. Le même jour, sur la même portion d'autoroute, Rosemeyer réalise six records parmi lesquels ceux des plus hautes vitesses enregistrées sur route publique puisqu'il atteint 406,321 km/h (252,476 mph) pour le kilomètre lancé et 406,286 km/h (252,454 mph) pour le mile lancé. Le lendemain, il établit les records du monde d'accélération toutes catégories confondues avec 19,08 s pour le kilomètre départ arrêté et 26,77 s pour le mile départ arrêté, ainsi que le record de classe sur cinq kilomètres départ lancé, à 404,585 km/h (251,398 mph). Le 27, il améliore son temps de la veille réalisé sur un mile départ arrêté à 25,96 s, son record du mile départ arrêté et établit six autres records de catégorie. À la fin de la semaine, Rosemeyer est titulaire de trois records absolus et seize records de classe,.

« À environ 390 km/h (240 mph) les joints de dilatation à la surface de la route en béton sont ressentis comme des chocs, créant comme une résonance à travers la voiture mais cela disparait à très haute vitesse. En passant sous les ponts, le pilote reçoit un coup terrible dans la poitrine parce que la voiture chasse l'air sur le côté du pont qui le prend au piège. Quand vous passez sous un pont, pendant une fraction de seconde, le bruit du moteur disparaît complètement puis il revient comme un coup de tonnerre quand vous êtes passé. »

— Bernd Rosemeyer, à propos des records établis sur la Reichs-Autobahn A5,.

« […] je suis allée sur le pont de Mörfelden pour voir mon mari passer à pleine vitesse. Cette impression de vitesse m'a coupé le souffle : je me suis tournée vers l'autre côté du pont quand Bernd a disparu dans un virage à plusieurs kilomètres de là. »

— Elly Beinhorn,
Le 12 novembre 1937, pendant l'intersaison, Elly accouche d'un fils, Bernd Junior. Tazio Nuvolari, qui a perdu son fils aîné Giorgio pendant qu'il effectuait la traversée de l'océan Atlantique à bord du Normandie pour se rendre à la Coupe Vanderbilt, en devient le parrain. Rosemeyer invite son ami à rejoindre Auto Union pour la saison à venir,.

### 1938: décès dans une tentative de record

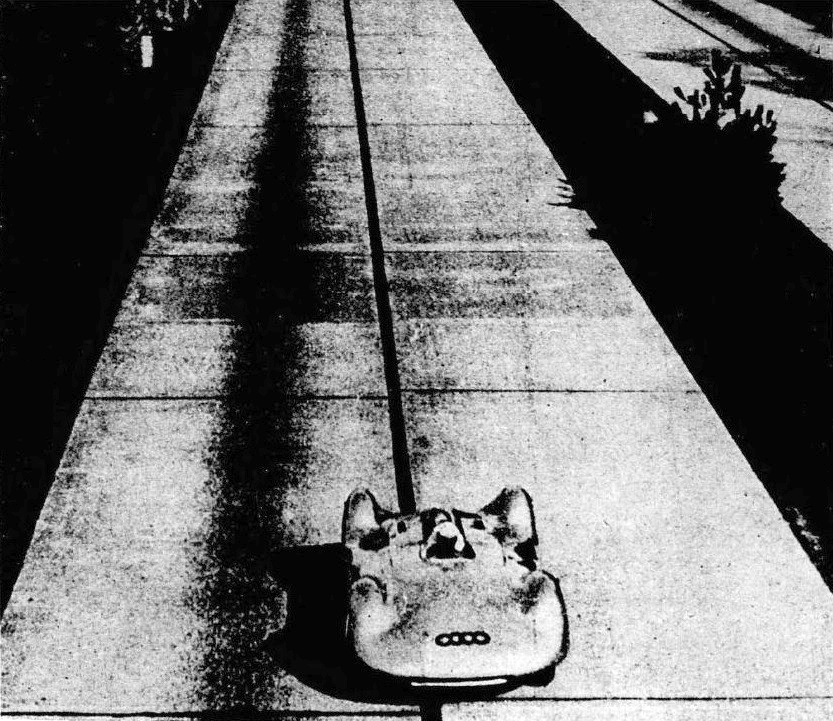
Bernd Rosemeyer établissant un nouveau record de vitesse, en 1937, sur l'autoroute Frankfort-Darmstadt (406.320 km/h).

En janvier 1938, alors que la saison de Grands Prix n'a pas encore commencé, Auto Union, précédé par Mercedes, retourne sur l'autoroute Francfort-Darmstadt le 28 janvier au matin. Caracciola sur sa Mercedes-Benz W125 spécialement affutée bat les records du kilomètre et du mile lancé en atteignant 432,7 km/h,.
L'Auto Union, à la suite d'essais aérodynamiques a reçu des jupes qui génèrent un effet de sol. Le moteur a été réalésé à 6,5 l et développe désormais 560 chevaux contre 6,0 l et 525 chevaux en octobre,. La transmission est également modifiée pour atteindre une meilleure vitesse de pointe. Les roues ont été agrandies, Continental Reifen faisant passer leur diamètre de 22  à   24 pouces. Immédiatement, Rosemeyer se prépare à une tentative bien que Caracciola vienne le prévenir que le vent se lève : « Ne partez pas, Bernd. Dans la clairière de Mörfelden, juste après le pont, vous risquez le pire ! Ce matin avec un vent plus convenable, j'ai eu de la chance, alors maintenant ? »,,,,,,,.
Le Nebelmeister ne renonce toutefois pas à prendre le volant. À 11 heures 47, lors de sa troisième tentative, Rosemeyer, à pleine vitesse, commence à dévier vers la gauche de sa trajectoire ; le vent soufflant dans la clairière de Mörfelden finit de le déporter jusqu'à la bande d'herbe qui sépare les deux voies de l'autoroute. Rosemeyer, privé d'adhérence, perd le contrôle de sa voiture qui dévie sur la droite et sort de la piste en heurtant une borne kilométrique. L'Auto Union s'envole et éjecte Rosemeyer, retombe et part en tonneaux pour finir sa course en contrebas d'un pont surplombant la piste. Arrivé sur place, le Dr Gläser, médecin de l'écurie, découvre Rosemeyer adossé à un pin à cent mètres du point d'impact avec la borne « paisible, comme s'il dormait un peu ». Son cœur bat encore mais s'arrête peu de temps après,,,,,,,,,,,,,,.

## Rapports avec les nazis

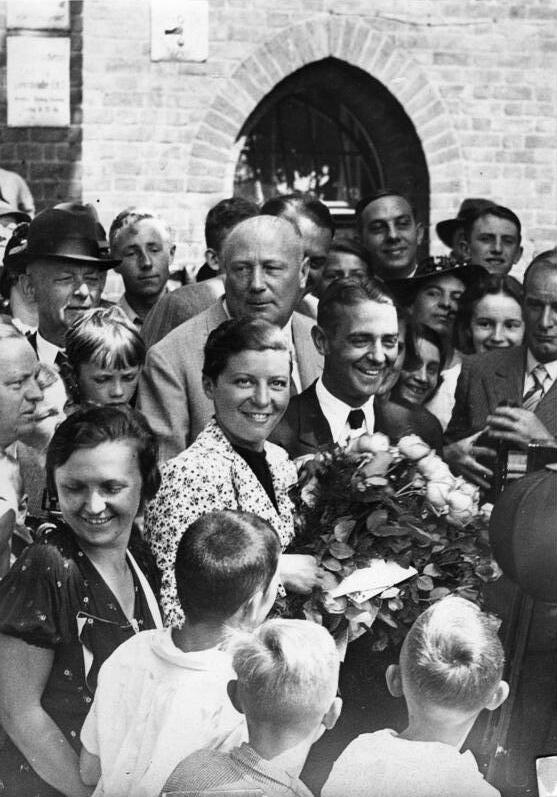
Le mariage de Bernd Rosemeyer avec la célèbre aviatrice Elly Beinhorn est exploité par la propagande nazie.

Le traité de Versailles interdisant à l'Allemagne de construire des chars, le nouveau chancelier, Adolf Hitler, entreprend de contourner le traité via le sport automobile. Les Grands Prix doivent servir de tremplin à son idéologie, imposer la suprématie technique et sportive de l'Allemagne et alimenter la propagande nazie. La subvention reçue par Auto Union et Mercedes-Benz finance les recherches des deux écuries, notamment sur les moteurs qui, à terme, seront reconvertis dans les Panzer.
Bernd Rosemeyer est rapidement instrumentalisé par le régime,. Sa liaison puis son mariage avec l'aviatrice Elly Beinhorn ne font que renforcer son image d'Allemand idéal et son couple celui de la famille aryenne. Il est préféré dans ce rôle à d'autres pourtant plus expérimentés et dotés d'un plus riche palmarès : Hans Stuck, marié à la tenniswomen Paula von Reznicek, dont un grand-père est juif, n'aura pas droit à cette faveur et sera même inquiété en dépit de ses relations avec le chancelier. Rudolf Caracciola, quant à lui, veuf remarié à une femme elle-même divorcée, descend d'une noble lignée napolitaine et son patronyme à consonance italienne déplait.

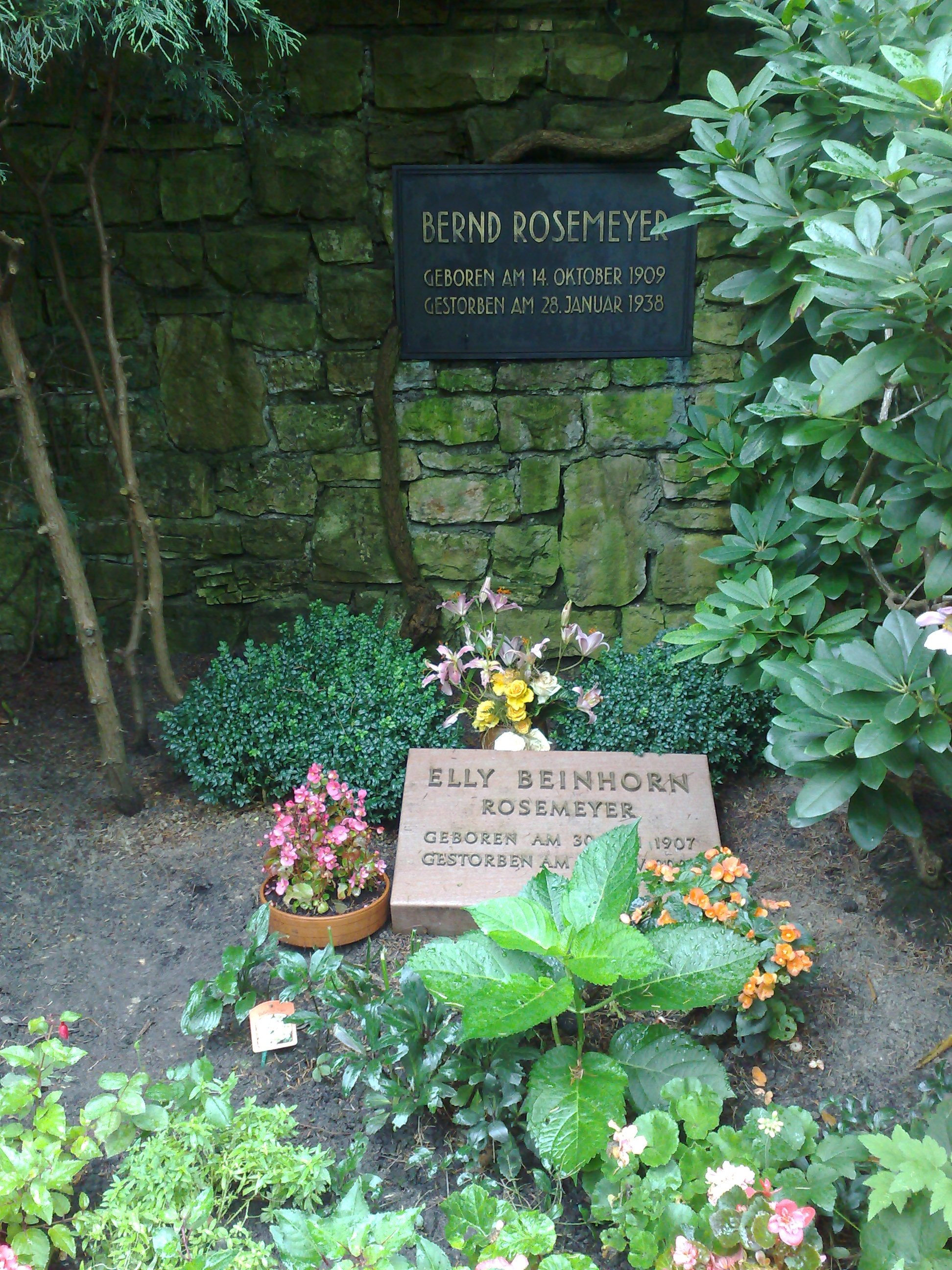
Les pierres tombales de Bernd Rosemeyer et Elly Beinhorn à Berlin, au cimetière de Dahlem.

De par un probable opportunisme, Rosemeyer se joint à la SS en 1933. Puis, comme nombre de pilotes de course allemands, il est intégré au Nationalsozialistisches Kraftfahrkorps (NSKK), une unité paramilitaire dépendante des SA puis des SS dès 1934.
Le Grand Prix d'Allemagne 1937 est symbolique du rapport entretenu par Rosemeyer avec le régime. Lorsque Adolf Hühnlein, le dirigeant du NSKK chasse les femmes des pilotes du paddock, Rosemeyer mène la fronde des pilotes pour protester contre cette mesure : il quitte sa monoplace rangée sur la grille de départ et, à la tête des autres pilotes concernés par la mesure, va embrasser son épouse dans les tribunes. Les officiels allemands quittent alors avec fracas la tribune d'honneur et, depuis la troisième marche du podium à l'issue de la course (la victoire revenant à Rudolf Caracciola) il tourne en dérision le protocole officiel en mettant une cigarette dans la bouche d'une statuette offerte par Adolf Hühnlein,. Devant les rires des témoins de la scène, Hühnlein se retourne, découvrant Rosemeyer feignant l'innocence,.
La mort de Rosemeyer donne l'occasion au régime d'organiser une campagne de propagande. Des funérailles nationales sont organisées à Berlin, au cimetière de Dahlem, en présence des plus hauts dignitaires du régime nazi et de la confrérie des pilotes,. Rosemeyer est enterré au son de l'hymne de la SS, Wenn alle untreu werden et d'une marche funèbre de Ludwig van Beethoven. La presse relaie des témoignages de propagande mais la SS refuse de payer la totalité des dépenses de la coûteuse cérémonie dont la moitié échoit à Auto Union, qui a déjà dédommagé Elly Beinhorn. Lors de la cérémonie, Adolf Hitler lui-même prononce un discours rendant hommage au jeune pilote,,,,:

« Il est douloureux pour nous tous de savoir que Bernd Rosemeyer, un des meilleurs et des plus braves pionniers ayant œuvré pour bâtir la renommée allemande dans les domaines des moteurs et de la production automobile, y ait laissé sa jeune vie. […] Que la pensée qu'il ait combattu pour l'Allemagne apaise votre peine. »

— Adolf Hitler, extrait du discours prononcé lors des funérailles de Rosemeyer,,,

## Postérité et hommages

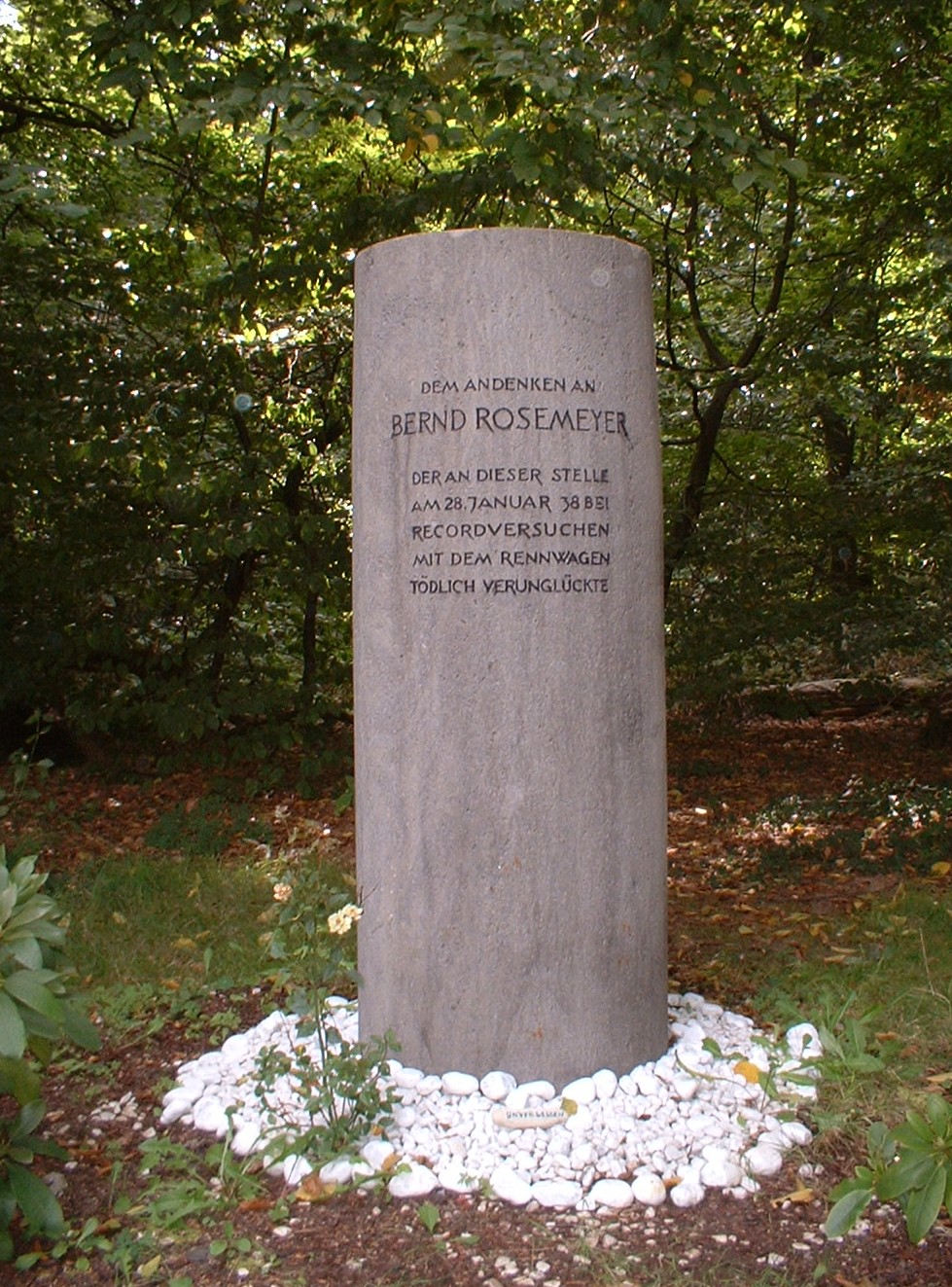
Un mémorial au Nebelmeister a été érigé sur le lieu de son accident mortel.

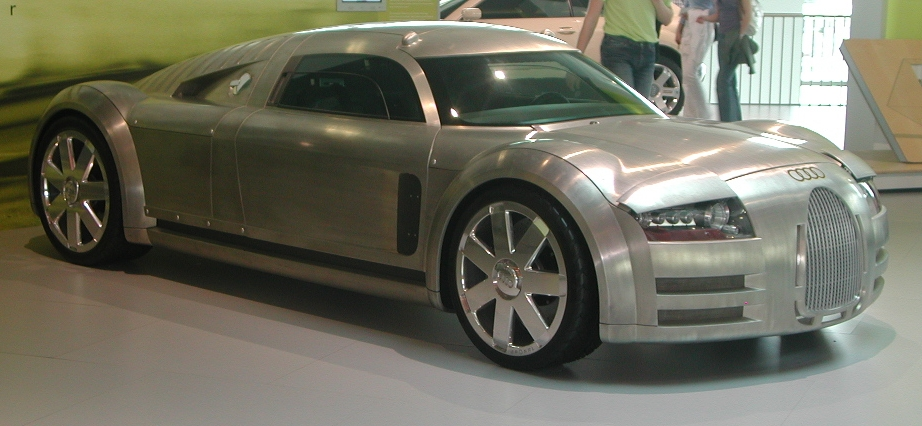
Pour l'an 2000, Audi réalise un concept-car évocateur des lignes des monoplaces d'avant-guerre de la marque et le nomme Audi Rosemeyer en référence à son pilote.

Elly Beinhorn est morte le 28 novembre 2007, à 100 ans. Son fils Bernd est médecin et a publié plusieurs articles relatifs au sport. Il est membre des médecins de l'Allgemeiner Deutscher Automobil-Club (ADAC).
Bernd Rosemeyer reste considéré comme un des plus grands pilotes de Grands Prix d'avant-guerre avec Robert Benoist, Tazio Nuvolari et Rudolf Caracciola. Flamboyant sur, et en dehors de la piste, il est un des pilotes les plus populaires d'Allemagne malgré une carrière météorique. Wolfgang von Trips (vice-champion du monde de Formule 1 en 1961 à titre posthume) était dans sa jeunesse un fervent admirateur de Rosemeyer. Bernd Schneider (quintuple champion de DTM et auteur d'un court passage en Formule 1 entre 1988 et 1990) est ainsi prénommé en hommage à Rosemeyer.
En 2000, Audi crée un concept-car rendant hommage aux lignes des Auto Union d'avant-guerre, qu'elle baptise du nom de son ancien pilote : l'Audi Rosemeyer. En 2009, la firme lui rend hommage, pour le centième anniversaire de sa naissance, en déposant un bouquet à son mémorial sur l'autoroute où il trouva la mort.

« Bernd ne connaissait littéralement pas la peur et parfois ce n'est pas bon […]. »

— Rudolf Caracciola,,

« Les risques qu'il prend, confinant parfois à l'imprudence, sont incroyables. »

— George Monkhouse,

« Rosemeyer n'a jamais pris de risques inconsidérés. C'était juste qu'il pilotait plus vite que ce que d'autres personnes pouvaient. »

— Dr Ferdinand Porsche,

## Style de conduite

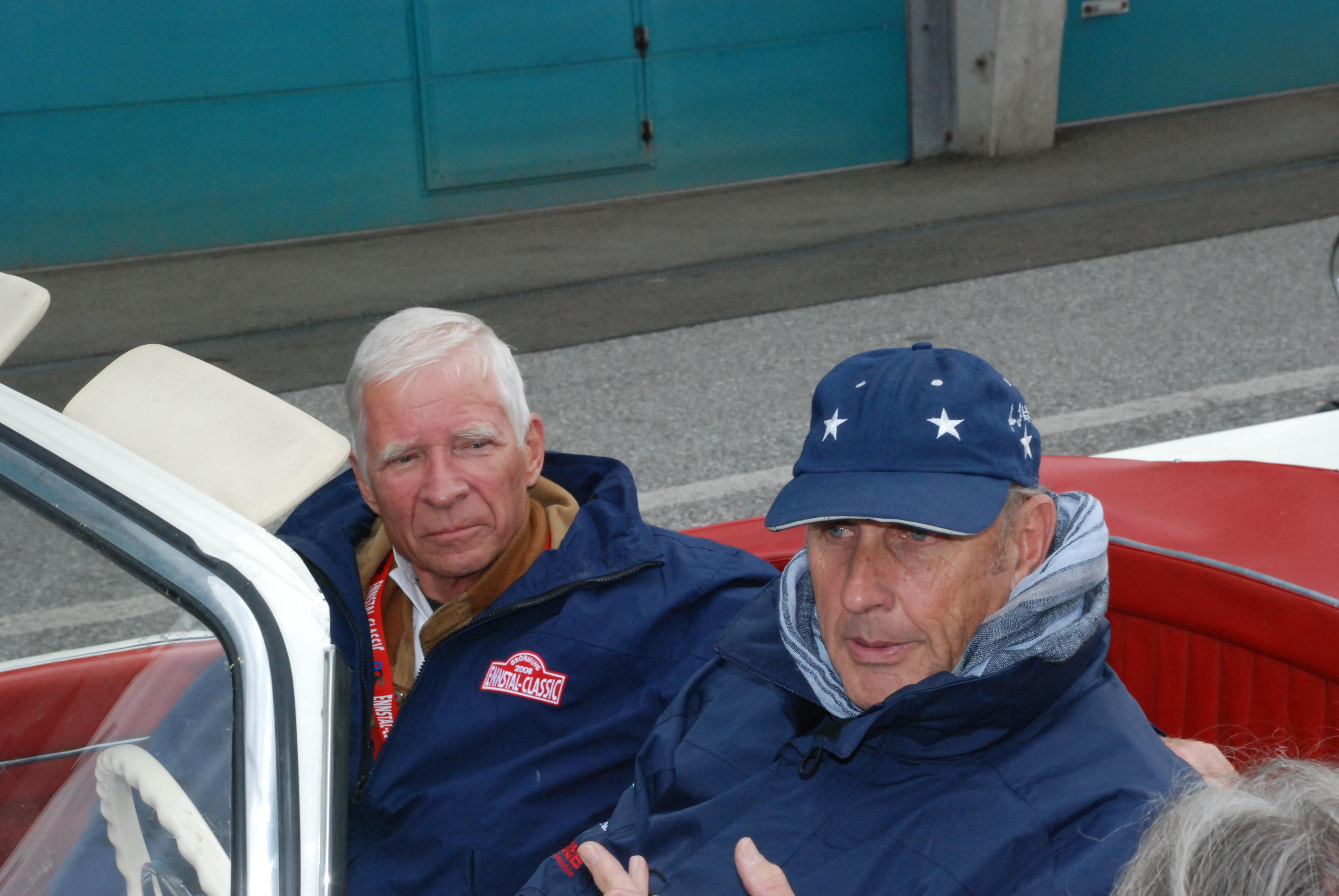
Deux fils de champion : Bernd Rosemeyer Junior (à gauche) et Hans-Joachim Stuck (à droite) à l'Ennstal-Classic 2008.

En course, Rosemeyer croyait en sa bonne étoile et commettait peu d'erreurs tout en prenant parfois beaucoup de risques. Son style très personnel de pilotage semblait faire abstraction des lois de la physique et seul le pilotage de Gilles Villeneuve se rapproche de celui du champion allemand,.
Il avait pour fétiche le no 13. Ce numéro est pourtant frappé d'interdiction en course et Rosemeyer ne put jamais le porter ; soit les coureurs devaient accepter à l'unanimité que l'un des leurs l'utilise, soit les organisateurs ne proposaient que des numéros pairs,,,.
Il se montrait aussi très précis au volant, comme à la Coppa Acerbo 1935 où, après être sorti de la piste, il réussit à passer dans un espace à peine plus large que sa monoplace. Peu soucieux de préserver ses pneumatiques, il rentrait souvent aux stands avec les roues en lambeaux. Son pilotage prenait toute sa dimension sur la très exigeante boucle nord du circuit de Nürburg, puisqu'en six participations, il s'impose à trois reprises,.

## Adaptation littéraire
La vie de Rosemeyer et des pilotes allemands sous le Troisième Reich est le sujet d'un triptyque en bande dessinée, signé Marvano, intitulé Grand Prix, paru aux éditions Dargaud,,.
- 1 Renaissance, Dargaud, Paris, 2010
Scénario et dessin : Marvano - Couleurs : Bérengère Marquebreucq - Traduction : Philippe Bertinchamps - Lettrage : Éric Montésinos - Préface : Jacky Ickx
- 2 Rosemeyer!, Dargaud, Paris, 2011
Scénario et dessin : Marvano - Couleurs : Bérengère Marquebreucq - Traduction : Monique Nagielkopf - Lettrage : Éric Montésinos - Postface : Ever Meulen
- 3 Adieu, Dargaud, Paris, 2012
Scénario et dessin : Marvano - Couleurs : Bérengère Marquebreucq - Traduction : Monique Nagielkopf - Lettrage : Éric Montésinos

## Résultats en compétition automobile

### Résultats en Championnat d'Europe des pilotes
| Saison | Écurie        | Constructeur | Châssis | Moteur         | GP disputés | Victoires | Pole positions | Meilleurs tours | Points inscrits | Classement |
| ------ | ------------- | ------------ | ------- | -------------- | ----------- | --------- | -------------- | --------------- | --------------- | ---------- |
| 1935   | Auto Union AG | Auto Union   | Type B  | Auto Union V16 | 5           | 0         | 0              | 0               | 39              | 7e ex æquo |
| 1936   | Auto Union AG | Auto Union   | Type C  | Auto Union V16 | 4           | 3         | 1              | 3               | 17              | Champion   |
| 1937   | Auto Union AG | Auto Union   | Type C  | Auto Union V16 | 4           | 0         | 1              | 2               | 28              | 7e ex æquo |

| Saison | Écurie        | Constructeur | Châssis | Moteur               | Courses    | Courses       | Courses       | Courses       | Courses | Courses       | Courses | Classement | Points inscrits |
| Saison | Écurie        | Constructeur | Châssis | Moteur               | 1          | 2             | 3             | 4             | 5       | 6             | 7       | Classement | Points inscrits |
| --- | ------------- | ------------ | ------- | -------------------- | ---------- | ------------- | ------------- | ------------- | ------- | ------------- | ------- | ---------- | --------------- |
| 1935 | Auto Union AG | Auto Union   | Type B  | Auto Union 5,6 l V16 | MON Np     | FRA Abd[*][A] | BEL Np        | ALL 4e        | SUI 3e  | ITA Abd[*][B] | ESP 5e  | 7e ex-æquo | 39              |
| 1936 | Auto Union AG | Auto Union   | Type C  | Auto Union 6,0 l V16 | MON Abd[C] | ALL 1er       | SUI 1er       | ITA 1er       |         |               |         | Champion   | 10              |
| 1937 | Auto Union AG | Auto Union   | Type C  | Auto Union 6,0 l V16 | BEL Np     | ALL 3e        | MON Abd[*][D] | SUI Abd[*][E] | ITA 3e  |               |         | 7e ex æquo | 28              |
| Légende |               |              |         |                      |            |               |               |               |         |               |         |            |                 |
| Légende (1931 / 1935-1939) - Vainqueur : 1 point - Deuxième : 2 points - Troisième : 3 points - Quatrième ou complété à plus de 75 % : 4 points - Complété entre 50 et 75 % : 5 points - Complété 25 et 50 % : 6 points - Complété à moins de 25 % : 7 points - N'a pas participé (np) : 8 points - Disqualifié (dsq) : 8 points - En gras : pole position - En italique : meilleur tour en course - * : voiture partagée Légende (1932) - Vainqueur : 1 point - Deuxième : 2 points - Troisième : 3 points - Quatrième : 4 points - Cinquième : 5 points - Autre partant : 6 points - Disqualifié (dsq) : 6 points - N'a pas participé (np) : 7 points - En gras : pole position - En italique : meilleur tour en course - * : voiture partagée |               |              |         |                      |            |               |               |               |         |               |         |            |                 |
| Voiture partagée (*) |               |              |         |                      |            |               |               |               |         |               |         |            |                 |
| - ^ Grand Prix de l'ACF 1935 : reprend la voiture d'Achille Varzi (cinquième). - ^ Grand Prix d'Italie 1935 : reprend la voiture de Paul Pietsch (troisième). - ^ Grand Prix de Monaco 1937 : reprend la voiture de Hans Stuck (quatrième). - ^ Grand Prix de Suisse 1937 : reprend la voiture de Tazio Nuvolari (cinquième). |               |              |         |                      |            |               |               |               |         |               |         |            |                 |
| Motifs des abandons |               |              |         |                      |            |               |               |               |         |               |         |            |                 |
| - A. : Allumage/Transmission - B. : Essieu arrière - C. : Accident - D. : Direction - E. : Assistance extérieure |               |              |         |                      |            |               |               |               |         |               |         |            |                 |

### Victoires en Championnat d'Europe des pilotes
| no | Année | Manche | Grand Prix | Circuit     | Départ | Écurie        | Châssis           | Résumé |
| -- | ----- | ------ | ---------- | ----------- | ------ | ------------- | ----------------- | ------ |
| 1  | 1936  | 02/04  | Allemagne  | Nürburgring | 6e     | Auto Union AG | Auto Union Type C | Résumé |
| 2  | 1936  | 03/04  | Suisse     | Bremgarten  | 2e     | Auto Union AG | Auto Union Type C | Résumé |
| 3  | 1936  | 04/04  | Italie     | Monza       | 1er    | Auto Union AG | Auto Union Type C | Résumé |